# (22697) Manek
(22697) Manek es un asteroide perteneciente al cinturón de asteroides, región del sistema solar que se encuentra entre las órbitas de Marte y Júpiter.
Fue descubierto el 7 de septiembre de 1998 por Lenka Šarounová desde el observatorio de Ondřejov en la República Checa.

## Designación y nombre
Designado provisionalmente como 1998 RM, fue nombrado en honor del astrónomo aficionado checo Jan Karel Mánek (n. 1961), quien ha estado involucrado especialmente en la ocultación y las observaciones e investigaciones de estrellas variables. El nombre fue sugerido por el descubridor y L. Vašta.

## Características orbitales
(22697) Manek está situado a una distancia media del Sol de 2,805 ua, pudiendo alejarse hasta 3,051 ua y acercarse hasta 2,558 ua. Su excentricidad es 0,088 y la inclinación orbital 16,625 grados. Emplea 1715,55 días en completar una órbita alrededor del Sol.
Pertenece a la familia de asteroides de (729) Watsonia

## Características físicas
La magnitud absoluta de (22697) Manek es 13,51. Tiene 8,011 km de diámetro y su albedo se estima en 0,144.